# Milij Dostojewski

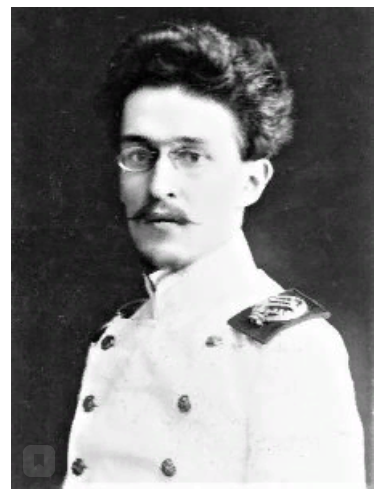
Milij Dostojewski

Milij Dostojewski, ros. Милий Федорович Достоевский (ur. 10.06.1884 w Saratowie, zm. 10.02.1937, Moskwa) – rosyjski archeolog (profesor archeologii), lingwista i orientalista.

## Życiorys
Urodzony 10 czerwca 1884 r. w Saratowie, wnuk brata Fiodora Dostojewskiego. W 1909 r. ukończył Instytut Archeologiczny w Moskwie, zajmował się orientalistyką i historią kultury, opublikował szereg prac poświęconych sztuce Orientu. Prowadził wyprawę na Kaukaz, odbył liczne podróże po środkowej Azji, w późniejszych latach zmuszony do poruszania się za pomocą wózka inwalidzkiego z powodu paraliżu nóg. Mieszkał w Moskwie, w hotelu dla emerytowanych naukowców. Stworzył wokół siebie grono orientalistów. Poliglota (znał 14 języków), dorabiał nauczaniem języka rosyjskiego cudzoziemcom. Dostojewski brał udział w pisaniu Wielkiej Encyklopedii Radzieckiej, do której w 1929 roku napisał artykuł Georgievsky, Siergiej Michajłowicz. Zmarł w 1937 r, w hotelu dla emerytowanych naukowców.
Żonaty z Jewgieniją Szczukiną, miał z nią córkę Elenę.